# Mużijewo
Mużijewo (ukr. Мужієво, węg. Nagymuzsaly) – wieś na Ukrainie w rejonie berehowskim obwodu zakarpackiego.

## Zabytki
- piętrowy pałac, kryty dachem mansardowym, wybudowany w stylu barokowym w XVII/XVIII w. Jednym z najbardziej znanych właścicieli obiektu był Béla Hunyady[1] (1842-1911), członek parlamentu węgierskiego w latach 1876-78, zmarły w we wsi Mużijewo 30 listopada 1911 r. w wieku 69 lat[1]. Pałac został rozebrany na materiały budowlane w połowie XX w.[2]
- ruiny romańskiego kościoła dominikanów pw. Jana Chrzciciela z 1117 r. Portal z ruin  został przeniesiony do kościoła rzymskokatolickiego w mieście Berehowo. Jest on umieszczony przy wejściu do zakrystii[2]. Zabytek jest przykładem  budowli z kamienia na Zakarpaciu.
- kościół z XIV-XV w. położony  centrum wsi, na zboczach góry. Ściany kościoła są wzmocnione przyporami. W pobliżu kościoła znajduje się dwupoziomowa drewniana dzwonnica z XVII w. o konstrukcji szkieletowej, nakryta dachem namiotowym z iglicą.
- synagoga[2].